# クリスティーン (AV女優)
クリスティーン（くりすてぃーん、1992年9月20日 - ）は、日本のAV女優。セレクション所属。
佐賀県出身、日本人とスウェーデン人のハーフである。

## 経歴
2013年9月、「奇跡の美乳 〜あの着エロハーフアイドルが奇跡のS級素人デビュー」でKMPの専属女優としてAVデビューした。
2014年3月、「クリスティーン」名義で、ミリオンの専属女優として活動中。星美りか・坂口みほの・佐倉絆と共に「ミリオンガールズZ」にも抜擢。

## 出演作品

### アダルトビデオ
2013年
- White Virgin/クリスティーン北島（8月27日、オルスタックピクチャーズ）
- 奇跡の美乳 〜あの着エロハーフアイドルが奇跡のS級素人デビュー（9月13日、S級素人）
- パパのせいで…拉致監禁 北欧ハーフ美女（12月15日、ブレスト）

2014年
- ハーフの帰国子女と中出し温泉旅行（1月10日、青空ソフト）
- 超スーパースター クリスティーン（3月14日、KMP）
- 裸の女神　奇跡のハーフ美女情熱セックス（4月11日、KMP）
- 緊縛美女（5月9日、KMP）
- 中出し10連発（6月13日、KMP）
- 今、クリスティーンがスゴイ!　〜スレンダーハーフ美女が超エロ過ぎスペシャル〜（7月11日、KMP）
- 潜入捜査官（8月8日、KMP）
- イカセ4時間スペシャル（9月12日、KMP）

## テレビ出演
- 魚拓と成瀬のツキとスッポンぽん #1,#2（2014年9月7日,14日、パチ・スロ サイトセブンTV）